# Гонор
Го́нор, також Го́нос (лат. Honor, Honos — слава) — римське божество честі, що його шанували разом з Віртусом. Гонор, Віртус, Беллона та Дискордія були постійним почтом Марса. Храм Гонора був у Римі; зображували його юнаком із списом та рогом достатку.

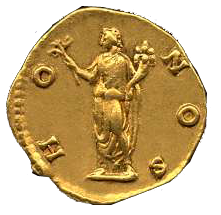
Ауреус із зображенням Гонору

Походить це слово від імені римського божества, яке уособлювало честь.